# Bound for Glory (2016)
Bound for Glory (2016) – gala wrestlingu wyprodukowana przez amerykańską federację Total Nonstop Action Wrestling (TNA), nadawana na żywo w systemie pay-per-view. Odbyła się 2 października 2016 roku w Impact Zone w Orlando na Florydzie. Była to dwunasta gala z cyklu Bound for Glory oraz drugie, a zarazem ostatnie pay-per-view TNA w 2016 roku.
Karta walk wydarzenia składała się z ośmiu pojedynków, w tym pięciu o tytuły mistrzowskie oraz jednego pre-show matchu. Walką wieczoru był No Holds Barred match o TNA World Heavyweight Championship, w którym Bobby Lashley obronił tytuł po pokonaniu Ethana Cartera III. W tag team matchu, nazwanym The Great War, drużyna The Broken Hardys (The Broken Matt Hardy i Brother Nero) z Reby Hardy odniosła zwycięstwo nad zespołem Decay (Abyss i Crazzy Steve) z Rosemary. Bracia zostali kolejnymi TNA World Tag Team Championami. Inne pojedynki wyłoniły nową mistrzynię TNA Knockouts, Gail Kim oraz pierwszego Impact Grand Championa – Arona Rexa, natomiast DJ Z wygrał z Trevorem Lee, skutkiem czego obronił TNA X Division Championship.
Elementem gali było włączenie Gail Kim, jako pierwszej kobiety, do TNA Hall of Fame. Na Bound for Glory zadebiutowali Cody Rhodes, były zawodnik federacji WWE oraz jego żona, Brandi Rhodes.
Larry Csonka, redaktor portalu internetowego o tematyce sportowej, 411mania.com, ocenił wydarzenie na 6 w 10 – punktowej skali.

## Przygotowania
Początkowo wydarzenie miało mieć miejsce 11 września, w piętnastą rocznicę zamachu terrorystycznego na terytorium Stanów Zjednoczonych. Jednakże w tym samym czasie inna federacja, WWE, zaplanowała własną galę – Backlash. Władze TNA, aby uniknąć kolizji obu widowisk, zdecydowały się przesunąć termin Bound for Glory o trzy tygodnie.

### Storyline'y

#### Bound for Glory Playoff
21 lipca, podczas odcinka Impact Wrestling, rozpoczął się turniej Bound for Glory Playoff, który miał wyłonić pretendenta do walki o TNA World Heavyweight Championship z ówczesnym mistrzem, Bobbym Lashleyem. W pierwszej rundzie Matt Hardy, Ethan Carter III, Drew Galloway oraz Mike Bennett pokonali w swoich pojedynkach odpowiednio Jamesa Storma, Eliego Drake'a, Brama i Jeffa Hardy'ego. Druga runda odbyła się 27 lipca. Ethan Carter odniósł zwycięstwo nad Mattem Hardym, a Mike Bennett nad Drew Galloweyem. Tydzień później, w finale turnieju, Ethan Carter III wygrał z Mikiem Bennettem, czym zapewnił sobie możliwość walki o najważniejszy tytuł na TNA na Bound for Glory.
8 września zorganizowano konferencję prasową Bobby'ego Lashleya i Ethana Cartera III. Uczestnikiem wydarzenia był również prezes TNA, Billy Corgan. Po ostrej wymianie zdań, doszło do bójki między zawodnikami.
|  | Ćwierćfinały     | Ćwierćfinały     |     |     | Półfinały | Półfinały |  |  | Finał | Finał |
|  |                  |                  |     |     |           |           |  |  |       |       |
|  |                  |                  |     |     |           |           |  |  |       |       |
|  |                  |                  |     |     |           |           |  |  |       |       |
|  | Matt Hardy       | Pin              |     |     |           |           |  |  |       |       |
|  | Matt Hardy       | Pin              |     |     |           |           |  |  |       |       |
|  | James Storm      |                  |     |     |           |           |  |  |       |       |
|  | Matt Hardy       |                  |     |     |           |           |  |  |       |       |
|  |                  |                  |     |     |           |           |  |  |       |       |
|  |                  | Ethan Carter III | Pin |     |           |           |  |  |       |       |
|  | Ethan Carter III | Ethan Carter III | Pin | Pin |           |           |  |  |       |       |
|  | Ethan Carter III |                  |     | Pin |           |           |  |  |       |       |
|  | Eli Drake        |                  |     |     |           |           |  |  |       |       |
|  | Ethan Carter III | Pin              |     |     |           |           |  |  |       |       |
|  | Ethan Carter III | Pin              |     |     |           |           |  |  |       |       |
|  |                  | Mike Bennett     |     |     |           |           |  |  |       |       |
|  | Drew Galloway    | Pin              |     |     |           |           |  |  |       |       |
|  | Drew Galloway    | Pin              |     |     |           |           |  |  |       |       |
|  | Bram             |                  |     |     |           |           |  |  |       |       |
|  | Drew Galloway    |                  |     |     |           |           |  |  |       |       |
|  |                  |                  |     |     |           |           |  |  |       |       |
|  |                  | Mike Bennett     | Pin |     |           |           |  |  |       |       |
|  | Mike Bennett     | Mike Bennett     | Pin | Pin |           |           |  |  |       |       |
|  | Mike Bennett     |                  |     | Pin |           |           |  |  |       |       |
|  | Jeff Hardy       |                  |     |     |           |           |  |  |       |       |
|  |                  |                  |     |     |           |           |  |  |       |       |

#### Turniej o Impact Grand Championship (2016)
Podczas nagrywania kolejnego odcinka Impact Wrestling, Bobby Lashley zunifikował TNA King of the Mountain Championship z TNA World Heavyweight Championship. 13 sierpnia (odcinek wyemitowano 8 września) prezes TNA, Billy Corgan, ogłosił, że TNA King of the Mountain Championship zostało zdezaktywowane. Oznajmił również powstanie nowego tytułu – Impact Grand Championship. Pierwszego mistrza wyłoni ośmioosobowy turniej eliminacyjny. Każdy pojedynek składać się będzie z trzech rund. Troje sędziów wybierze zwycięzcę na podstawie przyznanych przez siebie punktów danemu zawodnikowi w każdej turze, jeżeli ten nie wygra przez przypięcie (pinfall) lub zmuszenie do poddania (submission). Finał turnieju odbędzie się na gali Bound for Glory.
8 września odbyły się dwie walki. Drew Galloway pokonał Braxtona Suttera w trzeciej rundzie przez zmuszenie do poddania. W pierwszej rundzie sędziowie punktowali 30:27 dla Gallowaya (10:9, 10:9, 10:9), w kolejnej 29:28 dla Suttera (10:9, 10:9, 9:10). Drugi mecz wygrał Eli Drake, przypinając Jessiego Godderza w ostatniej turze. W pierwszej rundzie sędziowie przyznali notę 29:28 dla Godderza (10:9, 9:10, 10:9), podobnie w drugiej (9:10, 10:9, 10:9).
|  | Ćwierćfinały   | Ćwierćfinały  |  |  | Półfinały | Półfinały |  |  | Finał | Finał |
|  |                |               |  |  |           |           |  |  |       |       |
|  |                |               |  |  |           |           |  |  |       |       |
|  |                |               |  |  |           |           |  |  |       |       |
|  | Drew Galloway  | Sub           |  |  |           |           |  |  |       |       |
|  | Drew Galloway  | Sub           |  |  |           |           |  |  |       |       |
|  | Braxton Sutter |               |  |  |           |           |  |  |       |       |
|  | Drew Galloway  | Split         |  |  |           |           |  |  |       |       |
|  | Drew Galloway  | Split         |  |  |           |           |  |  |       |       |
|  |                | Eli Drake     |  |  |           |           |  |  |       |       |
|  | Eli Drake      | Pin           |  |  |           |           |  |  |       |       |
|  | Eli Drake      | Pin           |  |  |           |           |  |  |       |       |
|  | Jessie Godderz |               |  |  |           |           |  |  |       |       |
|  | Drew Galloway  |               |  |  |           |           |  |  |       |       |
|  |                |               |  |  |           |           |  |  |       |       |
|  |                | Aron Rex      |  |  |           |           |  |  |       |       |
|  | Aron Rex       | Pin           |  |  |           |           |  |  |       |       |
|  | Aron Rex       | Pin           |  |  |           |           |  |  |       |       |
|  | Trevor Lee     |               |  |  |           |           |  |  |       |       |
|  | Aron Rex       | Pin           |  |  |           |           |  |  |       |       |
|  | Aron Rex       | Pin           |  |  |           |           |  |  |       |       |
|  |                | Eddie Edwards |  |  |           |           |  |  |       |       |
|  | Eddie Edwards  | Pin           |  |  |           |           |  |  |       |       |
|  | Eddie Edwards  | Pin           |  |  |           |           |  |  |       |       |
|  | Mahabali Shera |               |  |  |           |           |  |  |       |       |
|  |                |               |  |  |           |           |  |  |       |       |

#### Decay vs The Hardys
18 sierpnia odbył się Tag Team four-way Ladder Match o miano pretendenta do walki o TNA World Tag Team Championship na Bound for Glory, którego obecnymi posiadaczami jest drużyna Decay (Abyss i Crazzy Steve). Zwycięzcami pojedynku zostali The Broken Hardys (Matt i Jeff Hardy), pokonując The BroMans (Jessie Godderz i Robbie E), The Tribunal (Baron Dax i Basile Baraka) oraz The Helms Dynasty (Andrew Everett i Trevor Lee) (z Gregorym Shane Helmsem).
Feud The Hardy Boyz z Decay rozpoczął się 25 sierpnia, gdy doszło do konfrontacji słownej między obydwiema grupami oraz walki Abyssa z Jeffem Hardym. 1 września nastąpiły przygotowania do przyszłotygodniowego segmentu pod tytułem Delate or Decay, który miał miejsce w posiadłości Matta Hardy'ego. Abyss, Crazzy Steve oraz Rosemary próbowali porwać jego syna, lecz zostali zmuszeni do ucieczki, nie osiągnąwszy celu.

### TNA Hall of Fame
14 czerwca, podczas Impact Wrestling: Gold Rush, Dixie Carter zapowiedziała siódmego członka TNA Hall of Fame – Gail Kim. Uroczyste wprowadzenie wrestlerki do alei sław miało nastąpić 2 października.

### Debiut
22 września TNA opublikowało spot promujący nowego zawodnika, Cody'ego. Jego debiut miał odbyć się na Bound for Glory.

## Wyniki walk
| Nr                                                                   | Wyniki | Stypulacje                                                                                        | Czas  |
| -------------------------------------------------------------------- | --- | ------------------------------------------------------------------------------------------------- | ----- |
| 1P                                                                   | Jade pokonała Siennę                                                                                           | Singles match                                                                                     | —     |
| 2                                                                    | DJ Z pokonał Trevora Lee                                                                                       | Singles match o TNA X Division Championship                                                       | 11:08 |
| 3                                                                    | Eli Drake wygrał po wyeliminowaniu Tyrusa                                                                      | 10 – osobowy Bound for Gold Gauntlet match o możliwość walki o TNA World Heavyweight Championship | 15:20 |
| 4                                                                    | Moose pokonał Mike'a Bennetta                                                                                  | Singles match                                                                                     | 11:10 |
| 5                                                                    | Aron Rex pokonał Eddiego Edwardsa) po decyzji sędziów                                                          | Singles match o miano pierwszego Impact Grand Championa                                           | 15:00 |
| 6                                                                    | The Broken Hardys (Matt i Jeff Hardy) (z Rebeccą Hardy) pokonali Decay (Abyss i Crazzy Steve) (z Rosemary) (c) | Tag team match o TNA World Tag Team Championship                                                  | 22:27 |
| 7                                                                    | Gail Kim pokonała Marię (c) (z Allie i Mikiem Bennettem)                                                       | Singles match o TNA Knockouts Championship                                                        | 05:20 |
| 8                                                                    | Bobby Lashley (c) pokonał Ethana Cartera III                                                                   | Singles match o TNA World Heavyweight Championship                                                | 16:20 |
| (c) – mistrz/mistrzyni przed walkąP – walka miała miejsce w pre-show | |                                                                                                   |       |

### Bound for Gold Gauntlet match
| Nr | Uczestnik      | Kolejność odpadania | Wyeliminowany przez | Czas  |
| -- | -------------- | ------------------- | ------------------- | ----- |
| 1  | Jessie Godderz | 8                   | Eli Drake           | 15:19 |
| 2  | Rockstar Spud  | 6                   | Tyrus               | 12:07 |
| 3  | Braxton Sutter | 1                   | Eli Drake           | 2:06  |
| 4  | Eli Drake      | —                   | Zwycięzca           | —     |
| 5  | Robbie E       | 4                   | Baron Dax           | 6:10  |
| 6  | Baron Dax      | 5                   | Jessie Godderz      | 4:25  |
| 7  | Grado          | 2                   | Rockstar Spud       | 0:04  |
| 8  | Basile Baraka  | 3                   | Robbie E            | 1:18  |
| 9  | Tyrus          | 9                   | Eli Drake           | 4:13  |
| 10 | Mahabali Shera | 7                   | Eli Drake           | 1:01  |